# Hrabia Selkirk
Hrabiowie Selkirk 1. kreacji (parostwo Szkocji)
- 1646–1694: William Douglas-Hamilton, książę Hamilton i 1. hrabia Selkirk
- 1694–1739: Charles Douglas, 2. hrabia Selkirk
- 1739–1744: John Hamilton, 3. hrabia Selkirk
- 1744–1799: Dunbar Douglas, 4. hrabia Selkirk
- 1799–1820: Thomas Douglas, 5. hrabia Selkirk
- 1820–1885: Dunbar James Douglas, 6. hrabia Selkirk
- 1885–1886: Charles George Douglas-Hamilton, 7. hrabia Selkirk
- 1886–1895: William Alexander Louis Stephen Douglas-Hamilton, 12. książę Hamilton i 8. hrabia Selkirk
- 1895–1940: Alfred Douglas Douglas-Hamilton, 13. książę Hamilton i 9. hrabia Selkirk
- 1940–1994: George Nigel Douglas-Hamilton, 10. hrabia Selkirk
- 1994–1994: James Alexander Douglas-Hamilton, 11. hrabia Selkirk

Następca 11. hrabiego Selkirk: John Andrew Douglas-Hamilton, lord Daer